# Coupe de Corée du Sud de football 2022
Navigation
Coupe de Corée du Sud 2021 Coupe de Corée du Sud 2023
La coupe de Corée du Sud de football 2022 est la 27e édition de la Coupe de Corée du Sud, compétition à élimination directe mettant aux prises des clubs de football amateurs et professionnels affiliés à la Fédération de Corée du Sud de football, qui l'organise. Elle est parrainée par Hana Bank, et est connue sous le nom de Hana Bank FA Cup. Elle commence le 19 février 2022. Le vainqueur de la compétition (L'équipe licenciée par l'AFC seulement) est qualifiée pour l'édition suivante de la Ligue des champions de l'AFC.

## Synthèse

### Équipes par division et par tour
| Divisions / Matchs | 1er tour | 2e tour | 3e tour | 4e tour | 5e tour | 1/2 f. | Finale | Vainqueur |
| ------------------ | -------- | ------- | ------- | ------- | ------- | ------ | ------ | --------- |
| K League 1         | bye      | 1       | 1+8     | 6+3     | 6       | 4      | 2      | 1         |
| K League 2         | bye      | 10      | 7       | 3+1     | 1       | 0      | 0      | 0         |
| K3 League          | 11       | 9+5     | 7       | 3       | 1       | 0      | 0      | 0         |
| K4 League          | 13       | 6       | 1       | 0       | 0       | 0      | 0      | 0         |
| K5 League          | 8        | 1       | 0       | 0       | 0       | 0      | 0      | 0         |
| Total              | 32       | 32      | 24      | 16      | 8       | 4      | 2      | 1         |

## Résultats

### Premier tour
Les matches du premier tour se sont tenus les 19-20 février 2022.
| Division | Club                 | Score          | Club                      | Division |
| -------- | -------------------- | -------------- | ------------------------- | -------- |
| (D5)     | Suwon City FC        | 0-5            | Ulsan Citizen             | (D3)     |
| (D5)     | Seobu(Occidental) FC | 0-6            | Cheongju FC               | (D3)     |
| (D5)     | Pheonix FC           | 1-7            | Paju Citizen              | (D3)     |
| (D5)     | Hyochang FC          | 0-9            | Hwaseong FC               | (D3)     |
| (D4)     | Geoje Citizen        | 0-5            | Daejeon KORAIL            | (D3)     |
| (D5)     | Cheongsol FC         | 1-5            | Pyeongchang United        | (D4)     |
| (D4)     | Yeoju FC             | 0-1            | Séoul Nowon United        | (D4)     |
| (D4)     | Chungju Citizen      | 2-3ap          | Dangjin Citizen           | (D3)     |
| (D5)     | Jaemix               | 2-5            | Séoul Jungrang FC         | (D4)     |
| (D5)     | TNT FC               | Non jouéAnnulé | Goyang CitizenDisqualifié | (D4)     |
| (D4)     | Chuncheon Citizen    | 2-1            | Yangju Citizen            | (D3)     |
| (D3)     | Pocheon Citizen      | 2-0            | Gangneung Citizen         | (D3)     |
| (D5)     | Seogot SM            | 0-5            | Yangpyeong FC             | (D4)     |
| (D4)     | Jeonju Citizen       | 1-2            | Incheon Namdong Citizen   | (D4)     |
| (D3)     | Mairie de Changwon   | 4-2            | Jinju Citizen             | (D4)     |
| (D4)     | Pyeongtaek Citizen   | 0-2            | Siheung Citizen           | (D3)     |

| 19 février 2022 | Suwon City FC | 0 - 5 | Ulsan Citizen |                                                  |                                                  |
| 14h00 UTC+9     |               |       |               | Suwon Sports Complèxe 2, Suwon Spectateurs : 101 | Suwon Sports Complèxe 2, Suwon Spectateurs : 101 |

| 20 février 2022 | Seobu (Occidental) FC | 0 - 6 | Cheongju FC |                                                                      |                                                                      |
| 14h00 UTC+9     |                       |       |             | Daejeon Anyeong Life Sports Park, Daejeon Spectateurs : 0(huis-clos) | Daejeon Anyeong Life Sports Park, Daejeon Spectateurs : 0(huis-clos) |

| 19 février 2022 | Phoenix FC | 1 - 7 | Paju Citizen |                                                              |                                                              |
| 14h00 UTC+9     |            |       |              | Shintaein Artificial Turf Stadium, Jeongeup Spectateurs : 45 | Shintaein Artificial Turf Stadium, Jeongeup Spectateurs : 45 |

| 20 février 2022 | Hyochang FC | 0 - 9 | Hwaseong FC |                                                                   |                                                                   |
| 14h00 UTC+9     |             |       |             | Gwangju Boramae Football Park, Gwangju Spectateurs : 0(huis-clos) | Gwangju Boramae Football Park, Gwangju Spectateurs : 0(huis-clos) |

| 19 février 2022 | Geoje Citizen | 0 - 5 | Daejeon KORAIL |                                      |                                      |
| 14h00 UTC+9     |               |       |                | Stade Geoje, Geoje Spectateurs : 215 | Stade Geoje, Geoje Spectateurs : 215 |

| 20 février 2022 | Cheongsol | 1 - 5 | Pyeongchang United |                                                                        |                                                                        |
| 14h00 UTC+9     |           |       |                    | Daegu Dalseong Sports Park, Dalseong, Daegu Spectateurs : 0(huis-clos) | Daegu Dalseong Sports Park, Dalseong, Daegu Spectateurs : 0(huis-clos) |

| 19 février 2022 | Yeoju FC | 0 - 1 | Séoul Nowon United |                                       |                                       |
| 14h00 UTC+9     |          |       |                    | Stade d'Yeoju, Yeoju Spectateurs : 80 | Stade d'Yeoju, Yeoju Spectateurs : 80 |

| 20 février 2022 | Chungju Citizen | 2 - 3 | Dangjin Citizen |                                                                 |                                                                 |
| 14h00 UTC+9     |                 |       |                 | Stade Chungju Tangeumdae de football, Chungju Spectateurs : 120 | Stade Chungju Tangeumdae de football, Chungju Spectateurs : 120 |

| 19 février 2022 | Jaemix | 2 - 5 | Séoul Jungrang FC |                                                               |                                                               |
| 14h00 UTC+9     |        |       |                   | Parc des Sports Municipal de Gimhae, Gimhae Spectateurs : 186 | Parc des Sports Municipal de Gimhae, Gimhae Spectateurs : 186 |

| Annulé      | TNT FC | Non jouéAnnulé | Goyang Citizen |  |
| 14h00 UTC+9 |        |                |                |  |

| 19 février 2022 | Chuncheon Citizen | 2 - 1 | Yangju Citizen |                                                              |                                                              |
| 14h00 UTC+9     |                   |       |                | Chuncheon Song-am Sports Park 2, Chuncheon Spectateurs : 111 | Chuncheon Song-am Sports Park 2, Chuncheon Spectateurs : 111 |

| 20 février 2022 | Pocheon Citizen | 2 - 0 | Gangneung Citizen |                                            |                                            |
| 14h00 UTC+9     |                 |       |                   | Stade de Pocheon, Pocheon Spectateurs : 35 | Stade de Pocheon, Pocheon Spectateurs : 35 |

| 19 février 2022 | Seogot SM | 0 - 5 | Yangpyeong FC |                                                                  |                                                                  |
| 14h00 UTC+9     |           |       |               | Stade Municipal d'Incheon Dong(Est)-gu, Incheon Spectateurs : 45 | Stade Municipal d'Incheon Dong(Est)-gu, Incheon Spectateurs : 45 |

| 20 février 2022 | Jeonju Citizen | 1 - 2 | Incheon Namdong Citizen |                                          |                                          |
| 14h00 UTC+9     |                |       |                         | Stade de Jeonju, Jeonju Spectateurs : 33 | Stade de Jeonju, Jeonju Spectateurs : 33 |

| 19 février 2022 | Mairie de Changwon | 4 - 2 | Jinju Citizen |                                                                    |                                                                    |
| 14h00 UTC+9     |                    |       |               | Centre de Football Changwon 2, Changwon Spectateurs : 0(huis-clos) | Centre de Football Changwon 2, Changwon Spectateurs : 0(huis-clos) |

| 20 février 2022 | Pyeongtaek Citizen | 0 - 2 | Siheung Citizen |                                                             |                                                             |
| 14h00 UTC+9     |                    |       |                 | Pyeongtaek Ichung Leports Town, Pyeongtaek Spectateurs : 57 | Pyeongtaek Ichung Leports Town, Pyeongtaek Spectateurs : 57 |

### Deuxième tour
Les matches du deuxième tour se jouent le 9 mars 2022.
| Division | Club                    | Score                   | Club                    | Division |
| -------- | ----------------------- | ----------------------- | ----------------------- | -------- |
| (D3)     | Ulsan Citizen           | Annulé                  | FC MokpoForfait         | (D3)     |
| (D2)     | Busan IPark             | 6 - 3                   | Cheongju FC             | (D3)     |
| (D3)     | Paju CItizen            | 2 - 2ap 1 tirs au but 3 | Gimcheon Sangmu         | (D1)     |
| (D2)     | Daejeon Hana Citizen    | 0 - 0ap 3 tirs au but 4 | Hwaseong FC             | (D3)     |
| (D3)     | Daejeon KORAIL FC       | 0 - 0ap 5 tirs au but 3 | Cheonan City FC         | (D3)     |
| (D2)     | Ansan Greeners          | 1 - 2                   | Pyeongchang United      | (D4)     |
| (D3)     | Mairie de Gimhae        | 3 - 1ap                 | Séoul Nowon United      | (D4)     |
| (D3)     | Dangjin Citizen         | 0 - 3                   | Chungnam Asan           | (D2)     |
| (D2)     | Gyeongnam FC            | 2 - 0                   | Séoul Junglang FC       | (D4)     |
| (D3)     | Gyeongju KHNP           | 1 - 0                   | TNT FC                  | (D5)     |
| (D4)     | Chuncheon Citizen       | 1 - 1ap 4 tirs au but 5 | Bucheon FC 1995         | (D2)     |
| (D2)     | Gwangju FC              | 1 - 0                   | Pocheon Citizen         | (D3)     |
| (D4)     | 0 - 0ap 3 tirs au but 4 | Match 29                | Gimpo FC                | (D2)     |
| (D3)     | Busan Transportation FC | 2 - 1                   | Incheon Namdong Citizen | (D4)     |
| (D3)     | Mairie de Changwon      | 1 - 1ap 4 tirs au but 3 | Séoul E-Land            | (D2)     |
| (D2)     | FC Anyang               | 1 - 0                   | Siheung Citizen         | (D3)     |

| Annulé      | Ulsan Citizen | Annulé | FC Mokpo |  |
| 14h00 UTC+9 |               |        |          |  |

| 9 mars 2022 | Busan IPark | 6 - 3 | Cheongju FC |                              |                              |
| 14h00 UTC+9 |             |       |             | Stade Asiade de Busan, Busan | Stade Asiade de Busan, Busan |

| 9 mars 2022 | Paju Citizen                      | 2 - 2ap 1 - 3 t. a. b. | Gimcheon Sangmu                   |                     |                     |
| 14h00 UTC+9 |                                   | (1 - 0, 1 - 1, 2 - 1)  |                                   | Stade de Paju, Paju | Stade de Paju, Paju |
| 14h00 UTC+9 | Manqué · Réussi · Manqué · Manqué | Tirs au but 1 - 3      | Réussi · Manqué · Réussi · Réussi | Stade de Paju, Paju | Stade de Paju, Paju |

| 9 mars 2022 | Daejeon Hana Citizen                       | 0 - 0ap 3 - 4 t. a. b. | Hwaseong FC                                |                                                |                                                |
| 14h00 UTC+9 |                                            | (0 - 0, 0 - 0, 0 - 0)  |                                            | Stade de la Coupe du monde de Daejeon, Daejeon | Stade de la Coupe du monde de Daejeon, Daejeon |
| 14h00 UTC+9 | Réussi · Réussi · Manqué · Manqué · Réussi | Tirs au but 3 - 4      | Réussi · Manqué · Réussi · Réussi · Réussi | Stade de la Coupe du monde de Daejeon, Daejeon | Stade de la Coupe du monde de Daejeon, Daejeon |

| 9 mars 2022 | Daejeon KORAIL FC                          | 0 - 0ap 5 - 3 t. a. b. | Cheonan City FC                   |                                                  |                                                  |
| 14h00 UTC+9 |                                            | (0 - 0, 0 - 0, 0 - 0)  |                                   | Stade de la Coupe du monde de Daejeon 2, Daejeon | Stade de la Coupe du monde de Daejeon 2, Daejeon |
| 14h00 UTC+9 | Réussi · Réussi · Réussi · Réussi · Réussi | Tirs au but 5 - 3      | Réussi · Réussi · Réussi · Manqué | Stade de la Coupe du monde de Daejeon 2, Daejeon | Stade de la Coupe du monde de Daejeon 2, Daejeon |

| 9 mars 2022 | Ansan Greeners | 1 - 2 | Pyeongchang United |                          |                          |
| 14h00 UTC+9 |                |       |                    | Stade d'Ansan Wa~, Ansan | Stade d'Ansan Wa~, Ansan |

| 9 mars 2022 | Mairie de Gimhae | 3 - 1ap               | Séoul Nowon United |                         |                         |
| 14h00 UTC+9 |                  | (0 - 1, 1 - 1, 2 - 1) |                    | Stade de Gimhae, Gimhae | Stade de Gimhae, Gimhae |

| 9 mars 2022 | Dangjin Citizen | 0 - 3 | Chungnam Asan |                           |                           |
| 14h00 UTC+9 |                 |       |               | Stade de Dangjin, Dangjin | Stade de Dangjin, Dangjin |

| 9 mars 2022 | Gyeongnam FC | 2 - 0 | Séoul Junglang FC |                           |                           |
| 14h00 UTC+9 |              |       |                   | Stade de Miryang, Miryang | Stade de Miryang, Miryang |

| 9 mars 2022 | Gyeongju KHNP | 1 - 0 | TNT FC |                                       |                                       |
| 14h00 UTC+9 |               |       |        | Stade municipal de Gyeongju, Gyeongju | Stade municipal de Gyeongju, Gyeongju |

| 9 mars 2022 | Chuncheon Citizen                                            | 1 - 1ap 4 - 5 t. a. b. | Bucheon FC 1995                                              |                                            |                                            |
| 14h00 UTC+9 |                                                              | (0 - 1, 1 - 1, 1 - 1)  |                                                              | Chuncheon Song-am Sports Town 2, Chuncheon | Chuncheon Song-am Sports Town 2, Chuncheon |
| 14h00 UTC+9 | Réussi · Réussi · Réussi · Manqué · Réussi · Manqué · Manqué | Tirs au but 4 - 5      | Réussi · Manqué · Réussi · Réussi · Réussi · Manqué · Réussi | Chuncheon Song-am Sports Town 2, Chuncheon | Chuncheon Song-am Sports Town 2, Chuncheon |

| 9 mars 2022 | Gwangju FC | 1 - 0 | Pocheon Citizen |                                                  |                                                  |
| 14h00 UTC+9 |            |       |                 | Stade de la Coupe du monde de Gwangju 2, Gwangju | Stade de la Coupe du monde de Gwangju 2, Gwangju |

| 9 mars 2022 | Yangpyeong FC                              | 0 - 0ap 3 - 4 t. a. b. | Gimpo FC                          |                                            |                                            |
| 14h00 UTC+9 |                                            | (0 - 0, 0 - 0, 0 - 0)  |                                   | Stade de Mulmalgeun Yangpyeong, Yangpyeong | Stade de Mulmalgeun Yangpyeong, Yangpyeong |
| 14h00 UTC+9 | Manqué · Réussi · Réussi · Réussi · Manqué | Tirs au but 3 - 4      | Réussi · Réussi · Réussi · Réussi | Stade de Mulmalgeun Yangpyeong, Yangpyeong | Stade de Mulmalgeun Yangpyeong, Yangpyeong |

| 9 mars 2022 | Busan Transportation FC | 2 - 1 | Incheon Namdong Citizen |                                |                                |
| 14h00 UTC+9 |                         |       |                         | Stade Asiade de Busan 2, Busan | Stade Asiade de Busan 2, Busan |

| 9 mars 2022 | Mairie de Changwon                         | 1 - 1ap 4 - 3 t. a. b. | Séoul E-Land                               |                                             |                                             |
| 14h00 UTC+9 |                                            | (0 - 0, 1 - 1, 1 - 1)  |                                            | Stade de Changwon, Changwon Spectateurs : 0 | Stade de Changwon, Changwon Spectateurs : 0 |
| 14h00 UTC+9 | Réussi · Réussi · Manqué · Réussi · Réussi | Tirs au but 4 - 3      | Réussi · Réussi · Manqué · Réussi · Manqué | Stade de Changwon, Changwon Spectateurs : 0 | Stade de Changwon, Changwon Spectateurs : 0 |

| 9 mars 2022 | FC Anyang | 1 - 0 | Siheung Citizen |                        |                        |
| 14h00 UTC+9 |           |       |                 | Stade d'Anyang, Anyang | Stade d'Anyang, Anyang |

### Troisième tour
Les matches du troisième tour se jouent le 27 avril 2022.
| Division | Club               | Score                   | Club                      | Division |
| -------- | ------------------ | ----------------------- | ------------------------- | -------- |
| (D3)     | Ulsan Citizen      | 2 - 0                   | Busan IPark               | (D2)     |
| (D1)     | Gimcheon Sangmu    | 1 - 1ap 3 tirs au but 4 | Suwon Samsung Bluewings   | (D1)     |
| (D1)     | Gangwon FC         | 2 - 0                   | Hwaseong FC               | (D3)     |
| (D3)     | Daejeon KORAIL     | 2 - 1ap                 | Pyeongchang United        | (D4)     |
| (D3)     | Mairie de Gimhae   | 0 - 5                   | Pohang Steelers           | (D1)     |
| (D1)     | Seongnam FC        | 1 - 0                   | Chungnam Asan             | (D2)     |
| (D2)     | Gyeongnam FC       | 2 - 0                   | Gyeongju KHNP             | (D3)     |
| (D2)     | Bucheon FC 1995    | 1 - 0                   | Suwon FC                  | (D1)     |
| (D1)     | Incheon United     | 1 - 6                   | Gwamgju FC                | (D2)     |
| (D2)     | Gimpo FC           | 1 - 2ap                 | Busan Transportation Inc. | (D3)     |
| (D3)     | Mairie de Changwon | 0 - 0ap 3 tirs au but 4 | FC Séoul                  | (D1)     |
| (D1)     | Jeju United        | 3 - 0ap                 | FC Anyang                 | (D2)     |

| 27 avril 2022 | Ulsan Citizen                          | 2 - 0 | Busan IPark |                      |                      |
| 19h00 UTC+9   | Kim Hun-ok 24e · Lee Hyeong-gyeong 83e |       |             | Stade d'Ulsan, Ulsan | Stade d'Ulsan, Ulsan |

| 27 avril 2022 | Gimcheon Sangmu                                                                  | 1 - 1ap 3 - 4 t. a. b. | Suwon Samsung Bluewings                                                 |                                               |                                               |
| 15h00 UTC+9   | Kim Ji-hyeon 89e                                                                 | (0 - 1, 1 - 1, 1 - 1)  | 9e Jeong Seung-won                                                      | Stade de Gimcheon, Gimcheon Spectateurs : 522 | Stade de Gimcheon, Gimcheon Spectateurs : 522 |
| 15h00 UTC+9   | * Kwon Hyeok-kyu - Kim Ji-hyeon - Lee Yeong-jae - Cho Gue-sung - Kwon Chang-hoon | Tirs au but 3 - 4      | * Yeom Ki-hun - Lee Ki-je - Min Sang-gi - Jeong Seung-won - Elvis Sarić | Stade de Gimcheon, Gimcheon Spectateurs : 522 | Stade de Gimcheon, Gimcheon Spectateurs : 522 |

| 27 avril 2022 | Gangwon FC                               | 2 - 0 | Hwaseong FC |                                          |                                          |
| 19h00 UTC+9   | Kim Dae-won 28e (pen.) · Kang Ji-hun 47e |       |             | Chuncheon Song-am Sports Town, Chuncheon | Chuncheon Song-am Sports Town, Chuncheon |

| 27 avril 2022 | Daejeon KORAIL                         | 2 - 1ap | Pyeongchang United |                                                  |                                                  |
| 19h00 UTC+9   | Park Chan-bin 32e · Bang Chan-jun 116e |         | 3e Kim Jong-heon   | Stade de la Coupe du Monde de Daejeon 2, Daejeon | Stade de la Coupe du Monde de Daejeon 2, Daejeon |

| 27 avril 2022 | Mairie de Gimhae | 0 - 5 | Pohang Steelers                                            |                      |                      |
| 19h00 UTC+9   |                  |       | 18e Wanderson · 78e 80e Jeong Jae-hee · 84e 90e Lee Ho-jae | Stade Gimhae, Gimhae | Stade Gimhae, Gimhae |

| 27 avril 2022 | Seongnam FC    | 1 - 0 | Chungnam Asan |                          |                          |
| 19h00 UTC+9   | Park Su-il 90e |       |               | Stade Tancheon, Seongnam | Stade Tancheon, Seongnam |

| 27 avril 2022 | Gyeongnam FC                             | 2 - 0 | Gyeongju KHNP |                        |                        |
| 19h00 UTC+9   | Ha Nam 58e · Tiago Ferreira da Silva 81e |       |               | Stade Miryang, Miryang | Stade Miryang, Miryang |

| 27 avril 2022 | Bucheon FC 1995    | 1 - 0 | Suwon FC |                        |                        |
| 19h00 UTC+9   | Choi Jae-young 31e |       |          | Stade Bucheon, Bucheon | Stade Bucheon, Bucheon |

| 27 avril 2022 | Incheon United | 1 - 6 | Gwamgju FC                                                                           |                                      |                                      |
| 19h00 UTC+9   | Hong Si-hu 80e |       | 2e 54e Kim Jin-young · 27e Ha Seung-un · 31e Park Jun-gang · 72e Heo Yool · 88e Mike | Stade de football d'Incheon, Incheon | Stade de football d'Incheon, Incheon |

| 27 avril 2022 | Gimpo FC         | 1 - 2 ap | Busan Transportation Inc.          |  |  |
| 19h00 UTC+9   | Park Jae-woo 71e |          | 10e Kim So-yong · 114e Lee Min-woo |  |  |

| 27 avril 2022 | Mairie de Changwon                                                              | 0 - 0 ap 3 - 4 t. a. b. | FC Séoul                                                                              |                             |                             |
| 19h00 UTC+9   |                                                                                 | (0 - 0, 0 - 0, 0 - 0)   |                                                                                       | Stade de Changwon, Changwon | Stade de Changwon, Changwon |
| 19h00 UTC+9   | * Luan - Jin Se-min - Lee Seung-jun - Ha Ji-hun - Han Ji-won - Kim Byeong-hyeop | Tirs au but 3 - 4       | * Na Sang-ho - Osmar Barba - Lee Han-beom - Kim Shin-jin - Cho Young-wook - Paločević | Stade de Changwon, Changwon | Stade de Changwon, Changwon |

| 27 avril 2022 | Jeju United                                             | 3 - 0 ap | FC Anyang |                                           |                                           |
| 19h00 UTC+9   | Joo Min-kyu 97e · Kim Bong-su 114e · Lee Chang-min 117e |          |           | Stade de Coupe du Monde de Jeju, Seogwipo | Stade de Coupe du Monde de Jeju, Seogwipo |

### Quatrième tour
Les matches du quatrième tour se jouent le 25 mai 2022.
| Division | Club                    | Score                   | Club                      | Division |
| -------- | ----------------------- | ----------------------- | ------------------------- | -------- |
| (D1)     | Jeonbuk Hyundai Motors  | 1 - 0                   | Ulsan Citizen             | (D3)     |
| (D1)     | Suwon Samsung Bluewings | 2 - 0                   | Gangwon FC                | (D1)     |
| (D3)     | Daejeon KORAIL          | 3 - 3ap 4 tirs au but 5 | Daegu FC                  | (D1)     |
| (D1)     | Pohang Steelers         | 2 - 1                   | Seongnam FC               | (D1)     |
| (D2)     | Gyeongnam FC            | 0 - 2                   | Ulsan Hyundai             | (D1)     |
| (D2)     | Bucheon FC 1995         | 2 - 1                   | Gwangju FC                | (D2)     |
| (D2)     | Jeonnam Dragons         | 2 - 2ap 4 tirs au but 5 | Busan Transportation Inc. | (D3)     |
| (D1)     | FC Séoul                | 3 - 1                   | Jeju United               | (D1)     |

| 26 mai 2022 | Jeonbuk Hyundai Motors | 1 - 0 | Ulsan Citizen |                                                                  |                                                                  |
| 19h00 UTC+9 | Gustavo 15e            | (1-0) |               | Stade de la Coupe du monde de Jeonju, Jeonju Spectateurs : 1 497 | Stade de la Coupe du monde de Jeonju, Jeonju Spectateurs : 1 497 |

| 26 mai 2022 | Suwon Samsung Bluewings          | 2 - 0 | Gangwon FC |                                                              |                                                              |
| 19h00 UTC+9 | Kang Hyun-muk 31e · Grønning 40e | (2-0) |            | Stade de la Coupe du monde de Suwon, Suwon Spectateurs : 983 | Stade de la Coupe du monde de Suwon, Suwon Spectateurs : 983 |

| 26 mai 2022 | Daejeon KORAIL                                                               | 3 - 3 ap 4 - 5 t. a. b. | Daegu FC                                                 |                                                                    |                                                                    |
| 19h00 UTC+9 | Cheon Ji-hyeon 38e · Ahn Sang-min 60e (pen.) · Song Soo-young 90+4e          | (1 - 0, 3 - 3, 3 - 3)   | Kim Jin-hyuk 51e · Zeca 69e · Jeong Tae-wook 74e         | Stade de la Coupe du monde de Daejeon 2, Daejeon Spectateurs : 512 | Stade de la Coupe du monde de Daejeon 2, Daejeon Spectateurs : 512 |
| 19h00 UTC+9 | * Park Yo-han - Kim Seon-woo - Bang Chan-jun - Ahn Sang-min - Song Soo-young | Tirs au but 4 - 5       | * Hong Chul - Bruno Lamas - Zeca - Lee Keun-ho - Césinha | Stade de la Coupe du monde de Daejeon 2, Daejeon Spectateurs : 512 | Stade de la Coupe du monde de Daejeon 2, Daejeon Spectateurs : 512 |

| 26 mai 2022 | Pohang Steelers         | 2 - 1 | Seongnam FC      |                                               |                                               |
| 19h00 UTC+9 | Heo Yong-joon 68e 90+3e | (0-0) | Kang Jae-woo 57e | Pohang Steel Yard, Pohang Spectateurs : 1 537 | Pohang Steel Yard, Pohang Spectateurs : 1 537 |

| 26 mai 2022 | Gyeongnam FC | 0 - 2 | Ulsan Hyundai          |                                           |                                           |
| 19h00 UTC+9 |              | (0-1) | Amano 39e · Koszta 49e | Stade de Jinju, Jinju Spectateurs : 1 349 | Stade de Jinju, Jinju Spectateurs : 1 349 |

| 26 mai 2022 | Bucheon FC 1995               | 2 - 1 | Gwangju FC         |                                          |                                          |
| 19h00 UTC+9 | Nnamani 23e · Ahn Jae-jun 81e | (1-0) | Lee Hee-gyun 90+1e | Stade Bucheon, Bucheon Spectateurs : 525 | Stade Bucheon, Bucheon Spectateurs : 525 |

| 26 mai 2022 | Jeonnam Dragons                                                                               | 2 - 2 ap 4 - 5 t. a. b. | Busan Transportation Inc.                                                                     |                                                             |                                                             |
| 19h00 UTC+9 | In Seok-hwan 15e (csc) · Jung Woo-bin 36e                                                     | (2 - 1, 2 - 2, 2 - 2)   | Park Tae-hong 18e · Lee Min-woo 90+4e (pen.)                                                  | Stade de football de Gwangyang, Gwangyang Spectateurs : 444 | Stade de football de Gwangyang, Gwangyang Spectateurs : 444 |
| 19h00 UTC+9 | * Jeon Seung-min - Park In-hyeok - Choi Ho-jung - Park Hee-seong - Ko Tae-won - Kim Tae-hyeon | Tirs au but 4 - 5       | * Shin Young-jun - Jeong Hyeon-sik - Ahn Jae-hun - Lee Je-seung - Lee Min-woo - Park Tae-hong | Stade de football de Gwangyang, Gwangyang Spectateurs : 444 | Stade de football de Gwangyang, Gwangyang Spectateurs : 444 |

| 26 mai 2022 | FC Séoul                               | 3 - 1 | Jeju United     |                                                              |                                                              |
| 19h30 UTC+9 | Paločević 55e 78e · Cho Young-wook 56e | (0-1) | Joo Min-kyu 24e | Stade de la Coupe du monde de Séoul, Séoul Spectateurs : 555 | Stade de la Coupe du monde de Séoul, Séoul Spectateurs : 555 |

### Cinquième tour
Les matches du cinquième tour se jouent le 29 juin 2022.
| Division | Club                      | Score                   | Club                    | Division |
| -------- | ------------------------- | ----------------------- | ----------------------- | -------- |
| (D1)     | Jeonbuk Hyundai Motors    | 3 - 0                   | Suwon Samsung Bluewings | (D1)     |
| (D1)     | Daegu FC                  | 3 - 2                   | Pohang Steelers         | (D1)     |
| (D1)     | Ulsan Hyundai             | 1 - 1ap 6 tirs au but 5 | Bucheon FC 1995         | (D2)     |
| (D3)     | Busan Transportation Inc. | 0 - 3                   | FC Séoul                | (D1)     |

| 29 juin 2022 | Jeonbuk Hyundai Motors                               | 3 - 0 | Suwon Samsung Bluewings |                                              |                                              |
| 19h00 UTC+9  | *Gustavo 40e - Kim Jin-gyu 45+1e - Han Kyo-won 90+4e | (2-0) |                         | Stade de la Coupe du monde de Jeonju, Jeonju | Stade de la Coupe du monde de Jeonju, Jeonju |

| 29 juin 2022 | Daegu FC                                           | 3 - 2 | Pohang Steelers       |                            |                            |
| 19h00 UTC+9  | *Hong Jeong-woon 21e - Zeca 30e - Go Jae-hyeon 44e | (3-1) | Heo Yong-joon 12e 68e | DGB Daegu Bank Park, Daegu | DGB Daegu Bank Park, Daegu |

| 29 juin 2022 | Ulsan Hyundai                                                                         | 1 - 1 ap 6 - 5 t. a. b. | Bucheon FC 1995                                                                                 |                            |                            |
| 19h00 UTC+9  | Lee Yong-hyeok 47e (csc)                                                              | (0-1, 1 - 1, 1 - 1)     | Lee Eui-hyeong 32e                                                                              | Stade d'Ulsan Munsu, Ulsan | Stade d'Ulsan Munsu, Ulsan |
| 19h00 UTC+9  | * Léo Souza - Kazaishvili - Kim Kee-Hee - Lee Chung-yong - Won Du-jae - Kim Seong-jun | Tirs au but 6 - 5       | * Choi Jae-young - Park Chang-jun - Ahn Jae-jun - Yun Ji-hyeok - Lee Pung-yeon - Kook Tae-jeong | Stade d'Ulsan Munsu, Ulsan | Stade d'Ulsan Munsu, Ulsan |

| 29 juin 2022 | Busan Transportation Inc. | 0 - 3 | FC Séoul                                              |                                |                                |
| 19h00 UTC+9  |                           | (0-1) | *Paločević 29e - Park Dong-jin 46e - Kim Shin-jin 85e | Stade Asiade de Busan 2, Busan | Stade Asiade de Busan 2, Busan |

### Demi-finales
Les matches des demi-finales se sont tenus 5 octobre 2022.
| Division | Club          | Score   | Club                   | Division |
| -------- | ------------- | ------- | ---------------------- | -------- |
| (D1)     | Ulsan Hyundai | 1 - 2ap | Jeonbuk Hyundai Motors | (D1)     |
| (D1)     | Daegu FC      | 0 - 1ap | FC Séoul               | (D1)     |

| 5 octobre 2022 | Ulsan Hyundai  | 1 - 2ap | Jeonbuk Hyundai Motors         | Stade d'Ulsan Munsu, Ulsan |  |
| 19h00 UTC+9    | Won Du-jae 14e |         | Barrow 40e · Cho Gue-sung 109e |                            |  |

| 5 octobre 2022 | Daegu FC | 0 - 1ap | FC Séoul          | DGB Daegu Bank Park, Daegu |  |
| 19h00 UTC+9    |          |         | Na Sang-ho 120+1e |                            |  |

### Finale
La finale aller a lieu le 27 octobre 2022, et la finale retour a lieu le 30 octobre 2022.
| Division | Club     | Aller | Total     | Retour | Club                   | Division |
| -------- | -------- | ----- | --------- | ------ | ---------------------- | -------- |
| (D1)     | FC Séoul | 2-2   | 3-5(agg.) | 1-3    | Jeonbuk Hyundai Motors | (D1)     |